# Blues Brothers 2000
Blues Brothers 2000 és un videojoc de plataformes llançat per Virgin Interactive l'octubre del 2000 a Europa, i per Titus Software el novembre del 2000 a l'Amèrica del Nord. Es basa en el grup de música Blues Brothers i en la pel·lícula The Blues Brothers, similar al videojoc Gex 64.